# Коњарство
Коњарство или коњогојство је грана сточарства која се бави узгојем коња. 
Дели се на: 
- узгој јахаћих коња
- узгој запрежних коња и
- узгој теретних коња

Најпољовнији услови за коњарство су на пашњацима и ливадама, као и сеоски предели са доста чистог ваздуха и пространстава. Након развоја моторног саобраћаја и механизације, коњарство постепено губи на значају. 